# Список президентів Кенії
У статті подано список президентів Кенії від 1964 року до сьогодення.

## Список
| Порядок | Портрет | Ім'я             | Початок повноважень | Закінчення повноважень | Примітки                                                                                 |
| ------- | ------- | ---------------- | ------------------- | ---------------------- | ---------------------------------------------------------------------------------------- |
| 1       |         | Джомо Кеніата    | 12 грудня 1964      | 22 серпня 1978         | Помер на посту президента                                                                |
| 2       |         | Данієль арап Мої | 22 серпня 1978      | 30 грудня 2002         | Став виконувачем обов'язків президента як віцепрезидент Кенії після смерті Джомо Кеніати |
| 3       |         | Мваї Кібакі      | 30 грудня 2002      | 9 квітня 2013          |                                                                                          |
| 4       |         | Ухуру Кеніятта   | 9 квітня 2013       | 13 вересня 2022        |                                                                                          |
| 5       |         | Вільям Руто      | 13 вересня 2022     |                        |                                                                                          |